# سوساي (قرية)
سوساي هي قرية وبلدية في مقاطعة قوبا في أذربيجان. ويبلغ عدد سكانها 701 نسمة.